# 喜雨草属
喜雨草属（学名：Ombrocharis）是唇形科下的一个属，为多年生草本植物。该属仅有Ombrocharis dulcis一种，分布于中国湖南西部。